# Cyprinodon arcuatus
Cyprinodon arcuatus é uma espécie de peixe da família Cyprinodontidae. Era encontrado na porção superior da bacia do rio Santa Cruz no Arizona e em Sonora. Foi declarada oficialmente extinta pela IUCN em 2013.